# Małgorzata Potocka (aktorka)
Małgorzata Maria Potocka (ur. 17 sierpnia 1953 w Łodzi) – polska aktorka, reżyserka, producentka filmowa.

## Życiorys

### Rodzina i edukacja
Jest córką scenografa Ryszarda Potockiego (1915–1975) i Marii Chybowskiej, reżyserki dokumentalistki. Ma dwoje starszego rodzeństwa przyrodniego z poprzedniego małżeństwa ojca. Po rozwodzie rodziców została wysłana do szkoły niepokalanek w Nowym Sączu, gdzie była wychowanką siostry Eny. Ukończyła XXIX LO w Łodzi, ponadto uzyskała dyplom Wydziału Aktorskiego (1978) i Reżyserskiego (1981) Państwowej Wyższej Szkoły Filmowej, Telewizyjnej i Teatralnej im. Leona Schillera w Łodzi.
We wrześniu 2019 na Wydziale Operatorskim i Realizacji Telewizyjnej macierzystej uczelni otrzymała stopień doktora sztuk filmowych i teatralnych na podstawie cyklu fotografii „Re-Fotografie”, filmu pt. Byt intencjonalny – Stanisław Fijałkowski oraz aneksu teoretycznego pt. Gen buntowniczki. Moje inspiracje; promotorem pracy był Janusz Tylman.

### Kariera
Zadebiutowała na ekranie w wieku sześciu lat niewielką rolą w filmie Awantura o Basię (1959). Następnie zagrała m.in. w filmie Wszystko na sprzedaż (1968). W wieku 14 lat za sprawą ojca zainteresowała się fotografią, w kolejnych latach miała wiele wystaw.
Jest laureatką Nagrody im. Zbyszka Cybulskiego (1975) za role w filmach Hubal (1973) w reżyserii Bohdana Poręby, Orzeł i reszka (1974) w reżyserii Ryszarda Filipskiego oraz Jarosław Dąbrowski (1975) w reżyserii Bohdana Poręby, a także nagrody Komitetu do spraw Radia i Telewizji „Polskie Radio i Telewizja” za role w spektaklach telewizyjnych (1979). W 1985 zagrała w teledysku do piosenki Lady Pank „Minus Zero”, anglojęzycznej wersji przeboju „Mniej niż zero”. Telewizyjną rozpoznawalność przyniosła jej rola Wandy Otrębowskiej, jednej z głównych bohaterek serialu Matki, żony i kochanki (1995, 1998).
Za zasługi w pracy artystycznej w 1996 otrzymała Złoty Krzyż Zasługi. Laureatka Czarnego Machinera, nagrody miesięcznika „Machina” za serial Klasa na obcasach (2001), który wyreżyserowała oraz zgierskiego Anioła Kultury za osiągnięcia związane z filmem i telewizją i za wspieranie działań artystycznych (2006).
Gościnnie występuje w warszawskich teatrach: Nowym Praga Warszawa jako Abby w Strefie O (2005) Neila LaBute’a w reżyserii Magdaleny Łazarkiewicz oraz Capitol jako pani Rubin w Alibi od zaraz (2017) Jeana Poireta w reżyserii Marcina Sławińskiego.
1 stycznia 2006 została mianowana dyrektorem łódzkiego oddziału TVP3, jednak w lutym 2010 została odwołana z tej funkcji; do odwołania Potockiej miały przyczynić się wyniki kontroli Najwyższej Izby Kontroli, obejmującej lata 2007–2009, z której wynikało, iż dyrektor pobierała co miesiąc tysiąc złotych tzw. dodatku mieszkaniowego, nie przedstawiając umowy najmu mieszkania oraz wykupienie za niespełna dziesięć procent wartości prawie dwustumetrowego mieszkania w luksusowej kamienicy w Łodzi.
W 2011 została dyrektorem artystycznym łódzkiej Szkoły Filmowej i Telewizyjnej „On Air”. Od 1 września 2019 jest dyrektorem naczelnym i artystycznym Teatru Powszechnego im. Jana Kochanowskiego w Radomiu.

## Życie prywatne
Z mężem, artystą i fotografem Józefem Robakowskim, ma córkę Matyldę (ur. 1978). Z nieformalnego związku z piosenkarzem Grzegorzem Ciechowskim ma córkę Weronikę (ur. 1987).
Przez wiele lat cierpiała na depresję.

## Filmografia
- 1959: Awantura o Basię jako dziewczynka z wózkiem dla lalek
- 1968: Wszystko na sprzedaż jako Mała
- 1970: Książę sezonu jako dziewczyna z uzdrowiska
- 1970: Legenda jako Julka
- 1971: Punkt wyjścia jako autostopowiczka
- 1972: Szklana kula jako Irena
- 1972: Kwiat paproci jako uczennica
- 1973: Hubal jako Marianna Cel ‘Tereska’
- 1973: Ciemna rzeka jako Hanka
- 1974: Orzeł i reszka jako Zuzanna, asystentka Nowaka
- 1975: Niespotykanie spokojny człowiek jako Helenka
- 1975: Jarosław Dąbrowski jako Pelagia Dąbrowska, żona Jarosława
- 1975: Jad jako Kalija
- 1975: Hazardziści jako dziewczyna na ulicy
- 1975: Der Schwarze Storch jako Terka
- 1977: Zakręt jako żona osadnika
- 1977: Gdzie woda czysta i trawa zielona jako sekretarka
- 1978: Wesela nie będzie jako Maryla
- 1978: Pogrzeb Świerszcza jako wychowawczyni
- 1979: Gdzie nikt nie może (Kam nikdo nesmí) jako tenisistka Lucie
- 1980: Jeden Dzień z Mistrzem jako Majorkowa
- 1982: Gry i zabawy jako Milka, koleżanka Zbyszka
- 1983: Święto księżyca jako czarownica
- 1984: Trapez jako Maria, koleżanka Sylwii z kursu (odc. 3)
- 1985: Ognisty Anioł jako siostra zakonna
- 1986: Inna wyspa jako salowa
- 1987: Cyrk odjeżdża jako tancerka Halina Zasławska
- 1991: Tak, tak jako redaktorka w telewizji
- 1993: Bank nie z tej ziemi jako sekretarka planu
- 1995: Matki, żony i kochanki jako Wanda Otrębowska
- 1996: Panna Nikt jako matka Ewy
- 1996: Autoportret z kochanką jako listonoszka
- 1997: Pułapka jako dziennikarka telewizyjna poznana w samolocie
- 1998: Matki, żony i kochanki (II) jako Wanda Otrębowska
- 1999: Trzy szalone zera obsada aktorska
- 1999: Odlotowe wakacje jako Joanna Damrot
- 2000: Klasa na obcasach jako Maria, matka Kobry
- 2001: Lokatorzy jako pani Duch, pośrednik sprzedaży nieruchomości (odc. 59)
- 2002–2009:  Plebania jako Małgorzata Górna-Tosiek
- 2003: Zaginiona jako Zofia Milanowska, żona sędziego
- 2003: Szycie na gorąco jako aktorka Krysia Kozłowska
- 2003: Defekt jako sekretarka prokuratora Piwnickiego
- 2007: Diwersant. Koniec Wojny jako Greta
- od 2008: Barwy szczęścia jako Jolanta Grzelak-Kozłowska
- 2009: Teraz i zawsze jako matka Marcina
- 2009: Ostatnia akcja jako synowa
- 2009: Na dobre i na złe jako Sabina Nawrocka (odc. 397)
- 2010: Wiśniowa historia jako matka Antka
- 2010–2011: Hotel 52 jako Olga Malewicz, matka Tomka
- 2011: Ojciec Mateusz jako Urszula Drawska, ciotka Zosi (odc. 74)
- 2011: Och, Karol 2 jako matka Marysi
- 2011: Linia życia jako Teresa Kessler, żona Adama, matka Ewy, Klary i Magdy
- 2016: O mnie się nie martw jako Urszula (odc. 54)
- 2016: Druga szansa jako prowadząca spotkanie z Moniką na festiwalu „Lato Filmowe” (odc. 7)
- 2017: Wojenne dziewczyny jako Felicja, gospodyni Ewy
- 2017: Komisarz Alex jako matka Wiktora (odc. 125)
- 2017: Diagnoza jako Lucyna Siwak (odc. 8)
- od 2022: Gang Zielonej Rękawiczki jako Kinga Jarecka

## Nagrody
- Nagroda im. Zbyszka Cybulskiego
  - 1975 za role w filmach:
  - Hubal, Jarosław Dąbrowski i Orzeł i reszka